# Markus Wasser
Markus Wasser (Aarau, 7 de mayo de 1968) es un deportista suizo que compitió en bobsleigh en la modalidad cuádruple.
Participó en los Juegos Olímpicos de Nagano 1998, obteniendo una medalla de plata en la prueba cuádruple (junto con Marcel Rohner, Markus Nüssli y Beat Seitz).
Ganó una medalla de plata en el Campeonato Mundial de Bobsleigh de 1996 y una medalla de bronce en el Campeonato Europeo de Bobsleigh de 1996.

## Palmarés internacional
| Juegos Olímpicos   | Juegos Olímpicos     | Juegos Olímpicos  | Juegos Olímpicos |
| Año                | Lugar                | Medalla           | Prueba           |
| ------------------ | -------------------- | ----------------- | ---------------- |
| 1998               | Nagano (Japón)       | Medalla de plata  | Cuádruple        |
| Campeonato Mundial |                      |                   |                  |
| Año                | Lugar                | Medalla           | Prueba           |
| 1996               | Calgary (Canadá)     | Medalla de plata  | Cuádruple        |
| Campeonato Europeo |                      |                   |                  |
| Año                | Lugar                | Medalla           | Prueba           |
| 1996               | Sankt Moritz (Suiza) | Medalla de bronce | Cuádruple        |